# Tetsuya Itō
Tetsuya Itō (jap. 伊藤 哲也, Itō Tetsuya; * 1. Oktober 1970 in der Präfektur Chiba) ist ein ehemaliger japanischer Fußballspieler.

## Karriere
Itō erlernte das Fußballspielen in der Schulmannschaft der Yachiyo Shoin High School und der Universitätsmannschaft der Hōsei-Universität. Seinen ersten Vertrag unterschrieb er 1993 bei NKK SC. Der Verein spielte in der zweithöchsten Liga des Landes, der Japan Football League. 1994 wechselte er zum Erstligisten Yokohama Marinos. Mit dem Verein wurde er 1995 japanischer Meister. Für den Verein absolvierte er 14 Erstligaspiele. 1997 wechselte er zum Ligakonkurrenten Sanfrecce Hiroshima. 1999 erreichte er das Finale des Kaiserpokal. Für den Verein absolvierte er 100 Erstligaspiele. 2001 wechselte er zum Ligakonkurrenten FC Tokyo. Für den Verein absolvierte er 46 Erstligaspiele. 2004 wechselte er zum Ligakonkurrenten Ōita Trinita. Danach spielte er bei FC Gifu. Ende 2007 beendete er seine Karriere als Fußballspieler.

## Erfolge
Yokohama Marinos
- J1 League

Meister: 1995
Sanfrecce Hiroshima
- Kaiserpokal

Finalist: 1999